# Pilea daguensis
Pilea daguensis es una especie de planta del género Pilea, perteneciente a la familia Urticaceae.

## Taxonomía
Pilea daguensis fue descrita por Ellsworth Paine Killip en 1936.

## Distribución
Se encuentra en el territorio de Colombia, Guatemala, Panamá, y también en el sureste y suroeste de México.